# 사친 텐둘카르
사친 라메시 텐둘카르(마라티어: सचिन रमेश तेंडुलकर, 1973년 4월 24일~)는 인도의 크리켓 선수, 정치인이다.  크리켓의 역사에서 가장 위대한 배트맨 중 한 사람으로 간주되며, 작은 거장(영어: Little Master) 및 마스터 블래스터(영어: Master Blaster) 등으로 불리고 있다.